# 沙恩·阿奇博尔德
沙恩·阿奇博尔德（英語：Shane Archbold，1989年2月2日—），新西兰男子自行车运动员。他曾代表新西兰参加2010年和2014年英联邦运动会自行车比赛，获得一枚金牌和一枚铜牌。他也曾参加2012年夏季奥运会。